# Bravo (együttes)
A Bravo egy spanyol könnyűzenei együttes volt. 1982-ben alapították meg és 1986-ban oszlottak fel. Felállásuk (két férfi és két nő) leginkább az ABBA felállására emlékeztetett. 
A zenekar képviselte Spanyolországot az 1984-es Eurovíziós Dalfesztiválon, ahol Lady, Lady című dalukkal a harmadik helyezést érték el.